# Pablo Richard Guzmán
Pablo Richard Guzmán (Chile, 1939-San José, 20 de septiembre de 2021) fue un sacerdote católico, teólogo y biblista chileno.

## Estudios
En 1966 se graduó como licenciado en Teología de la Universidad Católica de Chile, en la que fue alumno de José Comblin, quien influyó en su énfasis en el estudio de la Biblia. En 1968 obtuvo la licenciatura en Sagradas Escrituras, en el Pontificio Instituto Bíblico de Roma. En 1969 y 1970 estudió Arqueología bíblica, en la Escuela Bíblica de Jerusalén. 

## Teología de la liberación
En Chile durante tres años perteneció activamente al movimiento Cristianos por el socialismo y debió exiliarse tras el golpe militar de 1973. Vivió en Francia, donde recibió en 1978 el doctorado en Sociología de la religión, en La Sorbona. Ese mismo año viajó a en Costa Rica para trabajar en el Departamento Ecuménico de Investigaciones (DEI), dedicado a la formación permanente de agentes de pastoral en América Latina y del que fue director. Fue también profesor de Exégesis en la Universidad Nacional de Costa Rica y en la Universidad Bíblica Latinoamericana.

## Obra
Un texto clave para entender el pensamiento de Richard es El Jesús histórico y los cuatro evangelios, Memoria, credo y canon para una reforma de la Iglesia (2004).  Parte del "carácter fundante y la fuerza espiritual del Jesús de la historia y la necesidad de interpretar los 4 evangelios desde este Jesús de la historia" y su "opción hermenéutica fundamental es la opción preferencial por los pobres". Para seguir al Jesús histórico, los cristianos necesitan "tomar como referencia fundamental el Reino de Dios", de manera que puedan relacionar la esperanza en el reinado de Dios con su acción humana para vivir de una manera nueva, transformando tanto la cotidianidad personal y familiar, como las estructuras sociales.
Richard escribió numerosos artículos sobre exégesis bíblica, historia del cristianismo, teología latinoamericana y problemas de actualidad, entre los cuales pueden citarse, "El Pueblo de Dios contra el Imperio" (1990), "Los diversos orígenes del cristianismo" (1996), "Interpretación bíblica desde las culturas indígenas" (1997), "Palabra de Dios, fuente de vida y esperanza para el nuevo milenio" (1999), El Pensamiento Apocalíptico en el Movimiento de Jesús (2002), "Jesús no murió, lo mataron" (2004), Hacia un nuevo modelo de Iglesia (2007) y más recientemente "Pedofilia y poder sagrado" (2010).

### Libros
- Origen y desarrollo del movimiento Cristianos por el Socialismo: Chile, 1970-1973, 1975. Centre Lebret Foi et développement.
- Cristianismo, lucha ideológica y racionalidad socialista, 1975. Salamanca, Sígueme.
- Cristianos por el socialismo. Historia y documentación,1976. Salamanca: Sígueme.
- Muerte de las cristiandades, nacimiento de la Iglesia, 1978. París: Lebret.
- Desarrollo de la teología latinoamericana: 1960-1978, 1979. San José, Costa Rica: Seminario Bíblico Latinoamericano.
- La Iglesia latino-americana entre el temor y la esperanza: apuntes teológicos para la década de los años 80, 1980. Bogotá: Indo-American Press Service.
- Religión y política en América Central: hacia una nueva interpretación de la religiosidad popular, 1981. San José, Costa Rica: DEI.
- La iglesia de los pobres en América Central (coautor Guillermo Meléndez), 1984. San José, Costa Rica: DEI.
- La fuerza espiritual de la iglesia de los pobres, 1987. San José, Costa Rica: DEI.
- La lucha de los dioses: los ídolos de la opresión y la búsqueda del Dios liberador, 1989. San José, Costa Rica: DEI.
- Lectura popular de la Biblia en América Latina: una hermenéutica de la liberación, 1987. San José, Costa Rica: DEI.
- Apocalipsis: Reconstrucción de la Esperanza, 1994. San José, Costa Rica: DEI.
- El Movimiento de Jesús después de la Resurrección y antes de la Iglesia. Una interpretación liberadora de los Hechos de los Apóstoles, 1998. Maliaño (Cantabria): Editorial Sal Terrae, 2000.
- 10 palabras clave sobre la Iglesia en América Latina, 2003. Estella (Navarra): Editorial Verbo Divino.
- Fuerza ética y espiritual de la Teología de la liberación en el contexto actual de la globalización, 2004. San José, Costa Rica: DEI.